# 龙堰乡
龙堰乡，是中华人民共和国河南省南阳市邓州市下辖的一个乡镇级行政单位。

## 行政区划
龙堰乡下辖以下地区：
北店村、白落堰村、郭惠庄村、白马王营村、牛营村、歪子村、大王村、小河村、申庄村、周河村、刘道庙村、徐营村、史坡村、姚营村、张营村、唐棚村、庞营村、唐坡街村、刁河店村、何营寨村、大周营村、穆庄村和彭营村。